# 随州市
随州市，简称随，是中华人民共和国湖北省下辖的地级市，位于湖北省北部。市境西界襄阳市，西南邻荆门市，东南接孝感市，东北抵河南省信阳市，北达河南省南阳市。地处江汉平原北缘低山丘陵区，北部为桐柏山，南部为大洪山。涢水斜贯市境，于市区纳㵐水。全市总面积9,614平方公里，人口201.37万，市人民政府驻曾都区。随州是炎帝故里，国家历史文化名城，古称“汉东之国”，素有“汉襄咽喉、鄂北明珠”之称。市郊的曾侯乙墓出土的春秋时期随国青铜编钟，为中国重要的考古发现。

## 历史

### 名称
隋文帝杨坚未满20岁即做随州刺史。公元581年，杨坚建立隋朝，即以曾经受封地随州为朝代名称。因忌讳“随”有“随从”之意，且“辶”有随水而逝之含义，亦不吉利，于是改“随”为“隋”。隋朝建立後，改隋州為漢東郡，治所設於隋縣，轄上明、平林、土山、順義、唐城、安貴、光化等縣。

### 移民史
随州屬廣義的黄孝地区。黃孝地區自宋代起，移民已经不仅仅只来自北方，还有来自南方的移民。淳熙十一年江东流民累累不断前往黄州“请耕闲田”（《诚斋集》卷125《吴燠墓志铭》）。据宣统《黄安乡土志·氏族录》，清代当地的家族中有6族系在南宋时自今江西境内的南昌、九江、吉安等地迁入。张国雄所列宋代迁入的26个氏族中，蕲春有6族，黄冈3族，广济3族，麻城2族，红安、黄梅各1族，共占被统计的宋代氏族的62％。显然，在宋代鄂东北人口中，江西移民占相当比重。这应该是江西移民对鄂东地区成系统影响的发端。
宋金戰爭时，鄂东、鄂北为宋金分界线的南侧，傷亡极大。宋元戰爭、元末農民起義在鄂东、鄂北亦造成極大傷亡。在这种背景下，元末明初洪武大移民是對黄孝地区的人口重組式移民，徹底改變人口與語言構成。《明史·地理志》记载洪武初年德安府降为州，从属于黄州府，而德安辖区仅有云梦县未被省废，直到洪武十三年德安府才复为府，其所辖各县才复置。由此可见，“洪武初年，德安府的大部分州县已不存在，其原因就在于人口过于稀少”。这一地区“几乎是一个无人区，偌大一个地区，土著人口不足两万”。
德安府在明初接收的移民主要来自两个方向，其一是来自东部毗邻的黄州府麻城、黄冈等地；另一项大宗移民则来自江西饶州、南昌等地。“来自江西及附近黄州府的移民大批迁入，才使得在洪武二十六年的人口版图上，每平方公里约有5人，外来的人口占到总人口的80%”。德安府接收移民的层次也是比较复杂的。“由于麻城县的所谓土著中有一大批是宋代从江西迁来的老移民，他们的人口比老土著还要多，相对于洪武移民来说，他们也是土著居民，我们称其为新土著。当洪武年间麻城人向德安府迁移时，就会有一大批这样的人口夹杂其中，可以说他们就是迁往德安府的麻城人的主体部分”。可以看到，德安府接收的移民其实应该分为三个层次，一个是黄州府的老土著，一个是宋代迁往黄州府的新土著，还有一批则是从江西直接迁入的居民。至于这三类移民的人数，据考察来自麻城的移民应该比“江西移民稍多”。可见，德安府明初接收来自黄州府的移民与江西移民势均力敌，或者黄州府移民的势力略大于江西移民。更詳細的說明，參見洪武大移民和江淮官話黃孝片。

### 行政區劃沿革
周武王分封兄弟15人、姬姓40人建国。随国即为姬姓40国之一。公元前328年前后，楚国灭随国，设随县。秦朝时，随县隶属南阳郡。从秦到西汉、东汉，随县的建制一直存在。西汉末年，绿林山（今大洪山）区爆发绿林起义。西晋太康九年（288年），武帝司马炎封司马迈为随郡王，设随郡。东晋时仍置随郡，隶属于荆州。西魏大统元年（535年），随郡升为随州，辖郡、县。
北周大象二年（580年），静帝宇文阐晋封左大丞相杨坚为随国公，建随国，领20郡。581年，杨坚代周称帝，以自己曾受封于随，因以国号。又忌讳“随”字带“之”旁，便去“之”为“隋”。同年，随州改为隋州，隶属于汉东郡。
唐朝时，汉东郡改为随州。宋代随州属京西南路（襄阳府）。元代，随州属湖北道宣慰司，后改隶鄂州行省德安府。明清时的随州，有时为直隶州，有属县；更多的时候为散州，没有属县。1912年，中华民国建立。随州改为随县。 
1949年中华人民共和国成立，随州境内设置了随县、洪山县、应山县，隶属于湖北省孝感行政区专员公署。1955年，洪山县并入随县，隶属襄阳行政区专员公署。1979年，设随州市（县级），县、市分设。
1983年8月19日，撤销随县，设立随州市（县级）。1988年10月11日，撤销应山县，设立广水市（县级）。
1994年，改襄樊代管的随州市为省直辖市（县级）。2000年6月25日，撤销省直辖县级随州市，设立地级随州市；随州市设立曾都区，以原县级随州市的行政区域为曾都区的行政区域，并将孝感市代管的广水市划归地级随州市代管。2006年，省政府正式批复设立湖北随州经济开发区。同年，市政府将淅河镇等区域划归开发区管辖。
2009年4月，新随县获准设立，5月，此消息由官方正式对外公布，曾都区划出部分乡镇成立随县，而曾都区继续保留，新成立的随县政府将驻扎在原曾都区厉山镇，相传这里是中华始祖炎帝神农氏的诞生地。对于新成立的随县，随州各大论坛反应强烈，部分市民给予随县以支持，然而亦有相当市民对此给予批评，并质疑新成立的随县。

## 地理
| （1981–2010年间随州市曾都区的平均气象数据） | （1981–2010年间随州市曾都区的平均气象数据） | （1981–2010年间随州市曾都区的平均气象数据） | （1981–2010年间随州市曾都区的平均气象数据） | （1981–2010年间随州市曾都区的平均气象数据） | （1981–2010年间随州市曾都区的平均气象数据） | （1981–2010年间随州市曾都区的平均气象数据） | （1981–2010年间随州市曾都区的平均气象数据） | （1981–2010年间随州市曾都区的平均气象数据） | （1981–2010年间随州市曾都区的平均气象数据） | （1981–2010年间随州市曾都区的平均气象数据） | （1981–2010年间随州市曾都区的平均气象数据） | （1981–2010年间随州市曾都区的平均气象数据） | （1981–2010年间随州市曾都区的平均气象数据） |
| 月份                                        | 1月                                         | 2月                                         | 3月                                         | 4月                                         | 5月                                         | 6月                                         | 7月                                         | 8月                                         | 9月                                         | 10月                                        | 11月                                        | 12月                                        | 全年                                        |
| ------------------------------------------- | ------------------------------------------- | ------------------------------------------- | ------------------------------------------- | ------------------------------------------- | ------------------------------------------- | ------------------------------------------- | ------------------------------------------- | ------------------------------------------- | ------------------------------------------- | ------------------------------------------- | ------------------------------------------- | ------------------------------------------- | ------------------------------------------- |
| 平均高温 °C（°F）                           | 7.5 (45.5)                                  | 10.3 (50.5)                                 | 15.0 (59.0)                                 | 21.9 (71.4)                                 | 26.9 (80.4)                                 | 30.1 (86.2)                                 | 32.0 (89.6)                                 | 31.6 (88.9)                                 | 27.8 (82.0)                                 | 22.5 (72.5)                                 | 16.1 (61.0)                                 | 9.8 (49.6)                                  | 21.0 (69.7)                                 |
| 日均气温 °C（°F）                           | 2.7 (36.9)                                  | 5.3 (41.5)                                  | 9.8 (49.6)                                  | 16.3 (61.3)                                 | 21.5 (70.7)                                 | 25.3 (77.5)                                 | 27.6 (81.7)                                 | 26.9 (80.4)                                 | 22.7 (72.9)                                 | 17.0 (62.6)                                 | 10.6 (51.1)                                 | 4.8 (40.6)                                  | 15.9 (60.6)                                 |
| 平均低温 °C（°F）                           | −0.8 (30.6)                                 | 1.4 (34.5)                                  | 5.6 (42.1)                                  | 11.7 (53.1)                                 | 17.0 (62.6)                                 | 21.5 (70.7)                                 | 24.2 (75.6)                                 | 23.4 (74.1)                                 | 18.8 (65.8)                                 | 13.0 (55.4)                                 | 6.5 (43.7)                                  | 0.9 (33.6)                                  | 11.9 (53.5)                                 |
| 平均降水量 mm（）                           | 26.9 (1.06)                                 | 37.4 (1.47)                                 | 59.2 (2.33)                                 | 71.7 (2.82)                                 | 120.1 (4.73)                                | 123.9 (4.88)                                | 195.9 (7.71)                                | 141.1 (5.56)                                | 67.1 (2.64)                                 | 73.4 (2.89)                                 | 41.0 (1.61)                                 | 19.2 (0.76)                                 | 976.9 (38.46)                               |
| 平均相對濕度（％）                          | 74                                          | 73                                          | 74                                          | 75                                          | 75                                          | 79                                          | 83                                          | 82                                          | 77                                          | 76                                          | 75                                          | 73                                          | 76                                          |
| 来源：中国气象数据网                        |                                             |                                             |                                             |                                             |                                             |                                             |                                             |                                             |                                             |                                             |                                             |                                             |                                             |

## 政治

### 现任领导
| 机构     | · 中国共产党 · 随州市委员会 | 随州市人民代表大会 常务委员会 | 随州市人民政府    | · 中国人民政治协商会议 · 随州市委员会 |
| 职务     | 书记                        | 主任                          | 市长              | 主席                                  |
| -------- | --------------------------- | ----------------------------- | ----------------- | ------------------------------------- |
| 姓名     | 马泽江                      | 甘国栋                        | 胡志莉（女）      | 冯茂东                                |
| 民族     | 汉族                        | 汉族                          | 汉族              | 汉族                                  |
| 籍贯     | 湖北省仙桃市                | 湖北省公安县                  | 湖北省恩施市      | 湖北省随州市                          |
| 出生日期 | 1970年5月（55歲）           | 1970年11月（54歲）            | 1977年2月（48歲） | 1964年3月（61歲）                     |
| 就任日期 | 2024年11月                  | 2024年8月                     | 2024年7月         | 2020年1月                             |

### 历任领导
| 市委书记 - 袁良宽（2000年8月－2002年8月） - 吴超（2002年9月－2006年7月） - 马清明（2006年7月－2010年5月） - 王祥喜（2010年6月－2012年7月） - 刘晓鸣（2012年7月－2017年4月） - 陈安丽（2017年4月－2018年11月） - 陈瑞峰（2018年11月－2020年7月） - 钱远坤（2020年10月－2024年11月） - 马泽江（2024年11月－） | 市长 - 吴超（2000年8月－2003年2月） - 祝金水（2003年2月－2006年3月） - 李红云（2006年4月－2008年7月） - 刘晓鸣（2008年7月－2012年7月） - 傅振邦（2012年7月－2013年6月） - 郄英才（2013年9月－2017年10月） - 郭永红（2017年11月－2019年12月） - 克克（2019年12月－2024年7月） - 胡志莉（2024年7月－） |

### 行政区划
随州市现辖1个市辖区、1个县，代管1个县级市。
- 市辖区：曾都区
- 县级市：广水市
- 县：随县

此外，随州高新技术产业开发区是国家级高新技术产业开发区。

## 人口
2022年末,全市常住人口201.37万人。其中，城镇常住人口117.4万人，城镇化率58.32%，比上年提高0.59个百分点。
根据2020年第七次全国人口普查，全市常住人口为2,047,923人。同第六次全国人口普查的2,162,222人相比，十年共减少了114,299人，下降5.29%，年平均增长率为-0.54%。其中，男性人口为1,041,946人，占总人口的50.88%；女性人口为1,005,977人，占总人口的49.12%。总人口性别比（以女性为100）为103.58。0－14岁的人口为366,927人，占总人口的17.92%；15－59岁的人口为1,252,851人，占总人口的61.18%；60岁及以上的人口为428,145人，占总人口的20.91%，其中65岁及以上的人口为299,612人，占总人口的14.63%。居住在城镇的人口为1,163,902人，占总人口的56.83%；居住在乡村的人口为884,021人，占总人口的43.17%。

### 民族
全市常住人口中，汉族人口为2,043,089人，占99.76%；各少数民族人口为4,834人，占0.24%。与2010年第六次全国人口普查相比，汉族人口减少117,399人，下降5.43%，占总人口比例下降0.16个百分点；各少数民族人口增加3,100人，增长178.78%，占总人口比例增加0.16个百分点。

## 经济
专用汽车是随州的支柱产业，据统计，随州生产的罐式车在国内市场占有率达40%以上，其中油罐车产销量1.5万辆，位居全国第一；环卫车产销量1.1万辆，位居全国第一；平头车身年产销量2.5万辆，位居全国第一；钢制车轮年产销量228万只，位居全国第一；自卸车年产销量1.8万辆，位居国内三强；车轿铸造件年产销量9.2万吨，位居国内五强。2008年3月2日，中国机械工业联合会和湖北省人民政府授予随州市“中国专用汽车之都”称号。

## 交通

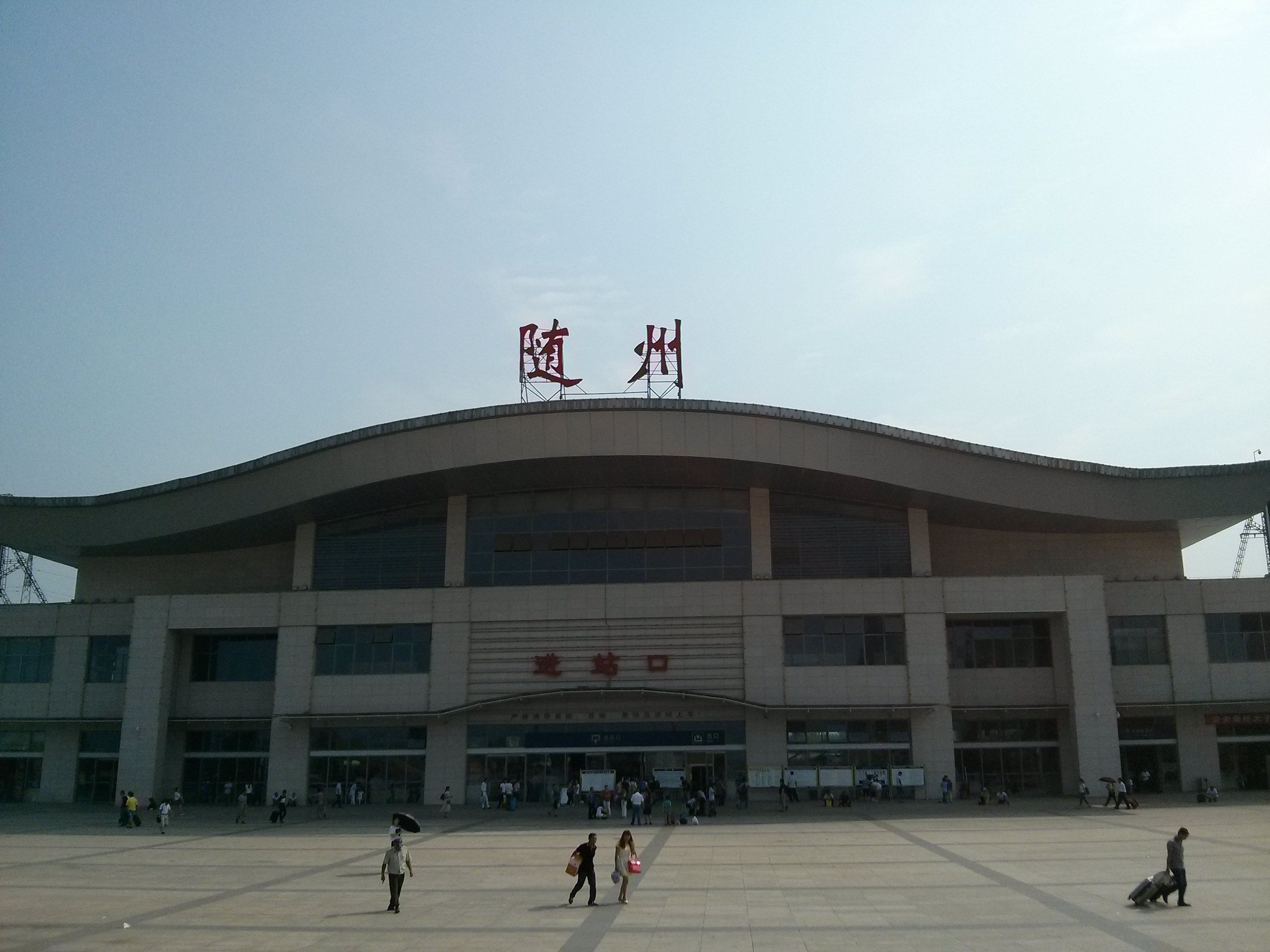
随州火车站(新)

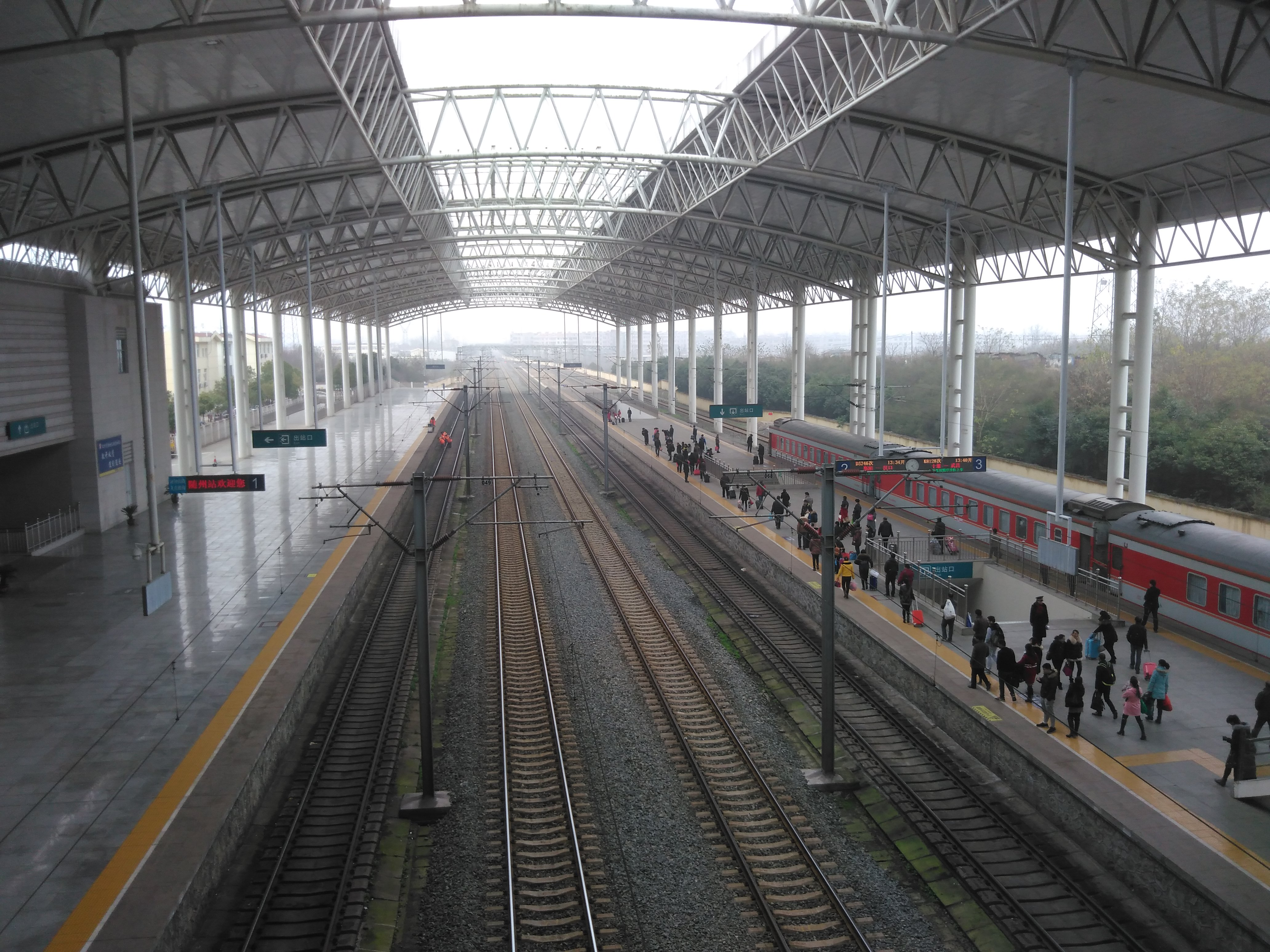
随州火车站（新）内部

### 公路
- 京珠高速公路
- 随岳高速公路
- 汉十高速公路
- 麻竹高速公路
- 316国道、 346国道过境。

### 铁路
- 京广线
- 汉十高铁
- 汉丹线
- 西宁线

## 文化

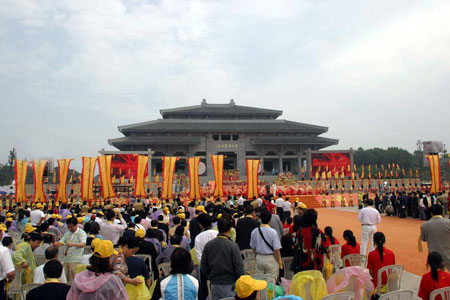
2009年5月20日的炎帝神农大典

##### 世界华人炎帝故里寻根节
2009年5月20日，由湖北省政府主办、随州市政府承办的“中国湖北随州首届世界华人炎帝故里寻根节”在随州厉山镇隆重举行，水均益、敬一丹担任主持人，中央电视台、湖北卫视、深圳卫视等电视台进行了现场直播，随州市政府希望借此拜祖大典提升随州的社会知名度，从而加快随州的经济发展。

##### 随州花鼓戏
随州花鼓戏诞生于清朝嘉庆年间，已有200年的历史。属全国74个濒危剧种之一。其唱腔共分为“蛮调”、“奤调”、“梁山调”、“彩调”四种声腔。2008年被列为“国家级非物质文化遗产名录”。

## 文物古迹

### 曾侯乙墓

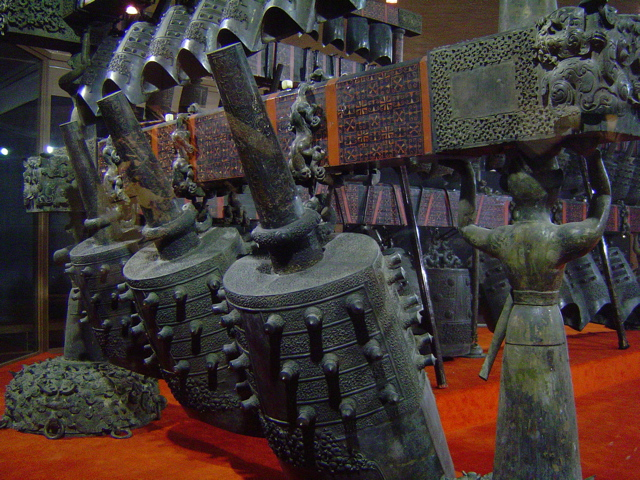
出土于随州的战国编钟，现收藏于湖北省博物馆

周朝时，随州为随国，又称曾国。文物考证曾侯为随国国君封号，确认曾国与随国为同一国家。曾侯乙曾经为此地封王，他不仅是一位熟谙车战的军事家，也是一位兴趣广泛的艺术家。1978年出土的曾侯乙墓出土了大量的文物。其中以编钟因其年代之久远，音阶之全，音律之准确震惊世界。
曾侯乙墓出土的以编钟为代表的万件文物，以在文化艺术和科学技术上的辉煌成就而震惊世界，作为墓主人的曾侯乙也因而备受世人关注。
郭沫若主编的《中国史稿》指出周朝在随国、曾国都封有同姓诸侯。1978年，在随州市一座春秋中期的墓葬出土两件铭文铜戈，器主季怡为曾国公族，曾穆侯之子西宫的后人。根据铭文，季怡自称“周王孙”，证明曾侯本是周王的宗支。
谭维四据此推断，曾国为姬姓封国，作为其国君的曾侯乙与周天子同姓毋庸置疑。
据他介绍，曾侯乙墓万件文物中以车马兵器最多，其种类之全、数量之众、综合功能之强，前所未见。其中射远兵器居多，长杆兵器尤为特殊，且有极为罕见的矛状车軎，这些都是用于车战的武器装备，说明曾侯乙是一位擅长车战的军事家和指挥官。
曾侯乙墓随葬数量庞多的乐器，钟磬铭文中有大量乐理乐律铭文，显示了曾侯乙生前对于乐器制造与音律研究的重视程度。墓内还有大量铸造极精的青铜器珍品，及绘画、雕塑艺术、书法精品，并且大量文物并非冥器，而是曾侯乙生前所用之物，多为他亲自督造，说明他兴趣广泛，具有多方面的才华和较高的艺术鉴赏力。

### 曾侯乙编钟
曾侯乙墓全套编钟64件，总重量达2500多公斤。其中最大的一件通高153.4厘米，重203.6公斤。在墓中，编钟按照三层八组排列有序悬挂与曲尺形的大形钟架上。上层19件为纽钟，中层为角钟，下层为大型角钟。每件钟上都有错金铭文，铭文多为“曾侯乙乍（作）持”或“曾侯乙乍（作）持用终”。
曾侯乙编钟，不仅数量多，结构完整，规模宏大，而且是现今世界上已知最早的具备了几个半音音阶关系的特大型乐器。演奏的基调属现代演奏乐器的C大调，总音域可以跨至5个8度。其中心部位12个半音具备，可以旋宫转调演奏五声——七声音阶乐曲。这套编钟最奇妙之处是“一钟双音”。也就是说每件钟都能发出2个音，敲击钟的侧鼓部能得到另外一个音。
在墓中还出土了二根彩绘长木棒和六把“T”字型小木锤，是演奏的工具。编钟出土后，根据实际检测，发现它音色优美，音域宽广，能够演奏出古今中外各种乐曲。在这套编钟的钟体、钟架和钟钩上，还发现有错金铭文3755字，内容为编号、记事、标音和乐律。为我们今天研究先秦音乐史留下了珍贵的文字资料。

### 全国重点文物保护单位
- 擂鼓墩古墓群
位于随州市西北2.5公里。这里曾经是战国早期曾国君主曾侯乙墓所在地。古为隋国领地。
- 安居遗址
安居遗址的发现，为确定古曾（随）国都城地望提供了重要信息，对解决曾（随）之迷有重要历史价值和学术价值。
- 新四军第五师司令部旧址
新四军第五师司令部旧址是抗战时期中国共产党在鄂豫边区的重要指挥枢纽。
- 庙台子遗址
庙台子遗址是一处新石器至东周时期古遗址，西周早期周天子分封南宫适在这里建都立国，西周时期属于曾国都城城址。
- 叶家山墓地
叶家山墓地是以西周早期曾国国君墓地为中心的贵族墓地，出土6000余件（套）珍贵文物。义地岗墓群属春秋时期的曾国贵族墓地，先后清理发掘随州师范墓地、季梁墓地、八角楼墓地、东风油库墓地、文峰塔墓地、汉东东路墓地和枣树林墓地，共发掘古墓葬200余座，出土1万余件（套）具有较高历史价值和科学价值的珍贵文物。

## 社会事业

### 教育

#### 中职
- 随州职业技术学院
- 随州市天方职业技术学校
- 随州方圆美容美发学校
- 随州市经济学校
- 随州技师学院
- 随州市第一职业中学

#### 高中
- 随州一中
- 随州二中
- 随州外国语高级中学（随州二中国际部）
- 随州实验高中（原随州八中）
- 随州欧阳修中学
- 随州汉东中学
- 随州白云高中
- 随州市烈山中学
- 曾都一中（原随州六中）
- 曾都二中（名称变化：随州五中→曾都五中→曾都二中）
- 随县一中（名称变化：随县二中→随州四中→曾都四中→随县一中）
- 随县二中（名称变化：洪山中学→随州三中→曾都三中→随县二中）
- 广水一中
- 广水二中
- 广水三中
- 广水四中
- 广水实验高中
- 广水益众高中
- 广水文华高中

- 随州市青年路烈山大道路口西侧
- 随州市青年路烈山大道路口东侧
- 随州市青年路烈山大道路口南侧

## 旅游

### 随州主要旅游景点
炎帝神农故里风景区（AAAAA级）、国家级风景名胜区大洪山（AAAA级）、千年银杏谷（AAAA级）、广水徐家河、广水黑龙潭、高贵三潭（AAAA级）、桐柏山、广水中华山、随州市博物馆、随州文化公园、白云公园、神农公园、回龙寺公园、西游记漂流、封江水库、明玉珍故里、曾侯乙墓遗址等。2019年全年接待国内旅游人数2832万人次，国内旅游收入178.7亿元，接待海外游客2.05万人次，国际旅游（外汇）收入0.21亿元。

#### 炎帝神农故里

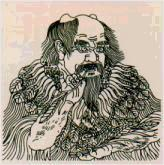
炎帝神农氏，据部分史料记载诞生于随州

炎帝神农故里风景区位于湖北省随州市随县厉山镇，距随州市城区18公里。316国道、汉十高速、随岳高速、汉丹铁路与宁西铁路连接线穿境而过，处武汉市至襄樊市中间。
景区总面积171.3公顷，静态投资4.6亿元。2009年至2020年，湖北省人民政府在新建成的景区举办了十二届世界华人炎帝故里寻根节。

#### 大洪山风景名胜区

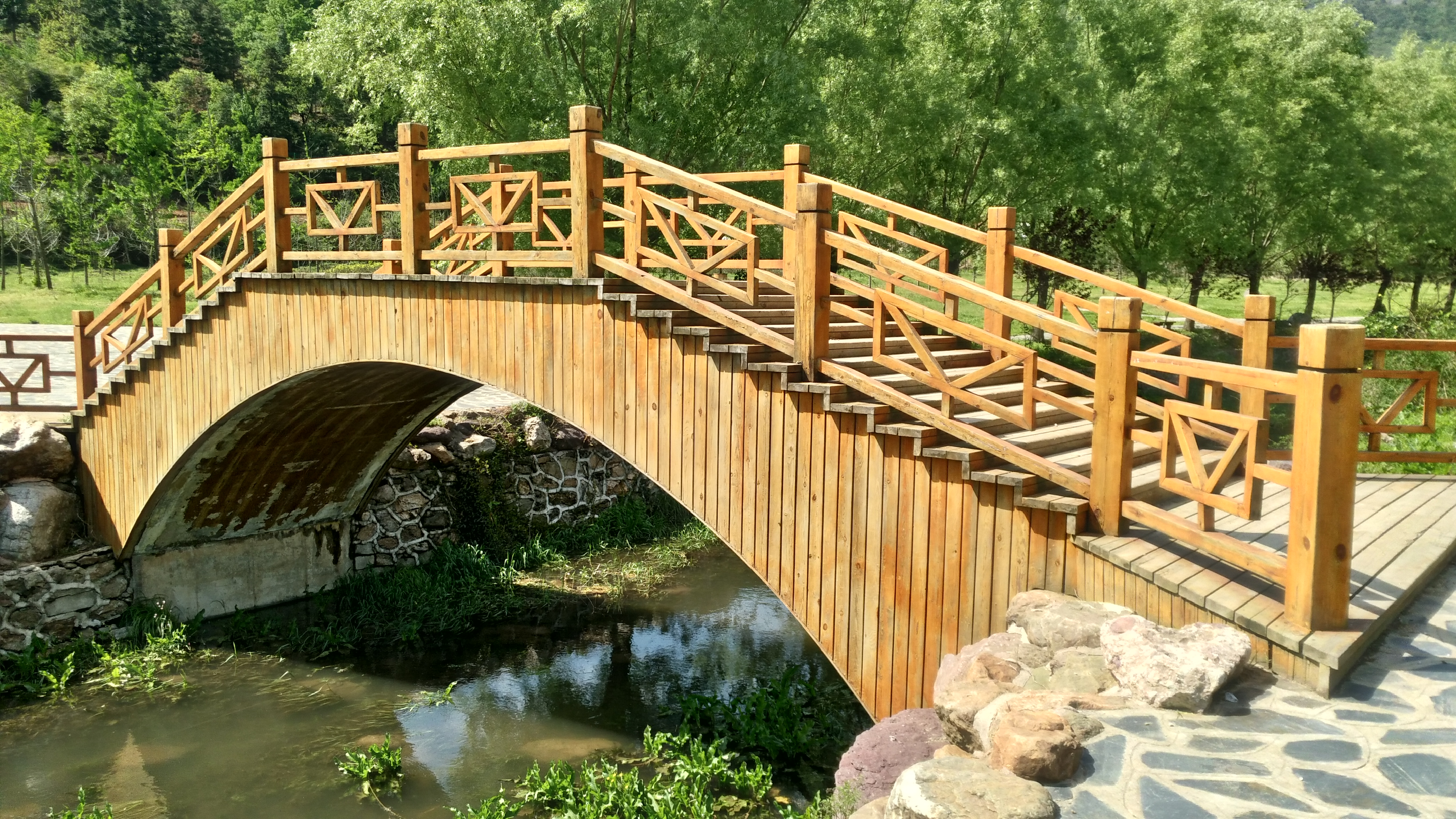
大洪山风景区

大洪山国家风景名胜区位于湖北省中北部，是鄂北佛教圣地，总面积305平方公里，主峰宝珠峰海拔1055米；有海拔840米的火山口湖白龙池

#### 千年银杏谷
洛阳镇现有定植银杏树510多万株，其中百年以上的17000多株，千年以上的308株，其中有朱元璋行军路过时所种植的银杏树
导演侯孝贤的电影《刺客聂隐娘》曾在千年银杏谷取景

#### 随州博物馆
随州市新博物馆位于湖北省随州市擂鼓墩大道中段西侧厥水河畔。与全国重点文物保护单位“擂鼓墩古墓群”毗邻。距离市中心约1公里。占地100亩，馆舍由展厅、文物库房和辅助用房三部分构成。建筑面积9636平方米，其中：陈列楼7000平方米，文物库房2000平方米，编钟演奏厅300平方米，其他建筑336平方米。

#### 徐家河旅游度假区
徐家河省级旅游度假区位于广水市长岭镇风光秀美的徐家河水库，是湖北省第三大淡水湖泊之一。

#### 高贵三潭
三潭风景区位于广水市北部，地处鄂豫之交。有三潭、高贵山金顶、许家冲水库、平靖关古关隘4个游览区，35个游览点。中国第一青檀园总面积2000余亩，是华中地区最大的青檀群落。风景区最高峰大贵山金顶海拔908米。

#### 中华山国家森林公园
中华山国家森林公园地处广水市东北部，桐柏山南麓，大别山西端，是江淮流域的分水岭。景区面积6927公顷，是湖北省面积最大的国家森林公园。共有木本植物69科155属1830种。分为莲花湖、祖师殿、香峰寺、龙泉沟、古井庵、观音寺六大景区，金牛溪、哈哈岭、宝林寺、兴王寨等50多个景点。